# Каустический доломит
Каусти́ческий доломи́т — компонент строительных материалов (цемента, бетона и др.). Одно из двух широко распространённых магнезиальных вяжущих (второе — каустический магнезит). По химическому составу — MgO с примесями CaCO3 и CaO (не более 2,5 %).

## Получение
Каустический доломит получают обжигом минерала доломита (двойная углекислая соль магния и кальция — MgCO3·CaCO3) с последующим измельчением в порошок продуктов реакции:
{\displaystyle {\mathsf {CaCO_{3}\xrightarrow {600^{o}C-750^{o}C} \ CaO+CO_{2}\!\uparrow }}}
{\displaystyle {\mathsf {MgCO_{3}\xrightarrow {600^{o}C-750^{o}C} \ MgO+CO_{2}\!\uparrow }}}
Примесь CaCO3 возникает из-за неполного разложения этого карбоната вследствие его большей термической устойчивости, а температуру обжига поднимать нежелательно из-за потери при высоких температурах вяжущих свойств оксидом магния.

## Свойства
Каустический доломит и каустический магнезит близки по свойствам, но по основны́м техническим параметрам каустический доломит сильно уступает магнезиту. Например, прочность бетона на основе каустического доломита — 10—30 МПа, а на основе каустического магнезита — 80—100 МПа. Это связано с примесями CaCO3 и CaO, которые не обладают вяжущими свойствами. В связи с этим доломит обычно применяется для производства стройматериалов только если нет доступных месторождений магнезита.